# SambaBook – Dona Ivone Lara
SambaBook – Dona Ivone Lara é uma coletânea musical em homenagem à cantora e compositora brasileira Dona Ivone Lara, lançada em 2015 pela gravadora Musickeria. A coletânea reúne artistas de diversos nichos da música popular brasileira interpretando canções compostas por Dona Ivone Lara em mais de cinco décadas de carreira musical, sendo esta a quarta edição do projeto SambaBook. A coletânea foi lançada em CD/DVD e Blu-ray e contou também com o livro biográfico Dona Ivone Lara: A Primeira Dama do Samba, de Lucas Nobile.

## Lista de faixas

### CD
Todas as faixas escritas e compostas por Dona Ivone Lara. 
| CD 1 |                                    |                              |         |  |
| N.º  | Título                             | Intérprete(s)                | Duração |  |
| 1.   | "Sonho Meu"                        | Maria Bethânia               | 3:14    |  |
| 2.   | "Minha Verdade"                    | Zeca Pagodinho               | 2:41    |  |
| 3.   | "Nasci Pra Sonhar e Cantar"        | Carminho Hamilton de Holanda | 5:38    |  |
| 4.   | "Agradeço a Deus"                  | Teresa Cristina              | 3:33    |  |
| 5.   | "Mas Quem Disse Que Eu Te Esqueço" | Luiza Dionizio               | 3:29    |  |
| 6.   | "Acreditar"                        | Vanessa da Mata              | 4:07    |  |
| 7.   | "Tiê"                              | Criolo                       | 3:57    |  |
| 8.   | "Não Chora Neném"                  | Aline Calixto                | 2:44    |  |
| 9.   | "Em Cada Canto, Uma Esperança"     | Bruno Castro                 | 3:49    |  |
| 10.  | "Candeeiro de Vovó"                | Adriana Calcanhotto          | 3:19    |  |
| 11.  | "Enredo do Meu Samba"              | Leci Brandão                 | 3:50    |  |
| 12.  | "Sorriso de Criança"               | Mariene de Castro            | 3:58    |  |
| 13.  | "Axé de Iangá (Pai Maior)"         | Jongo da Serrinha            | 3:10    |  |